# Kathedrale von Carcassonne

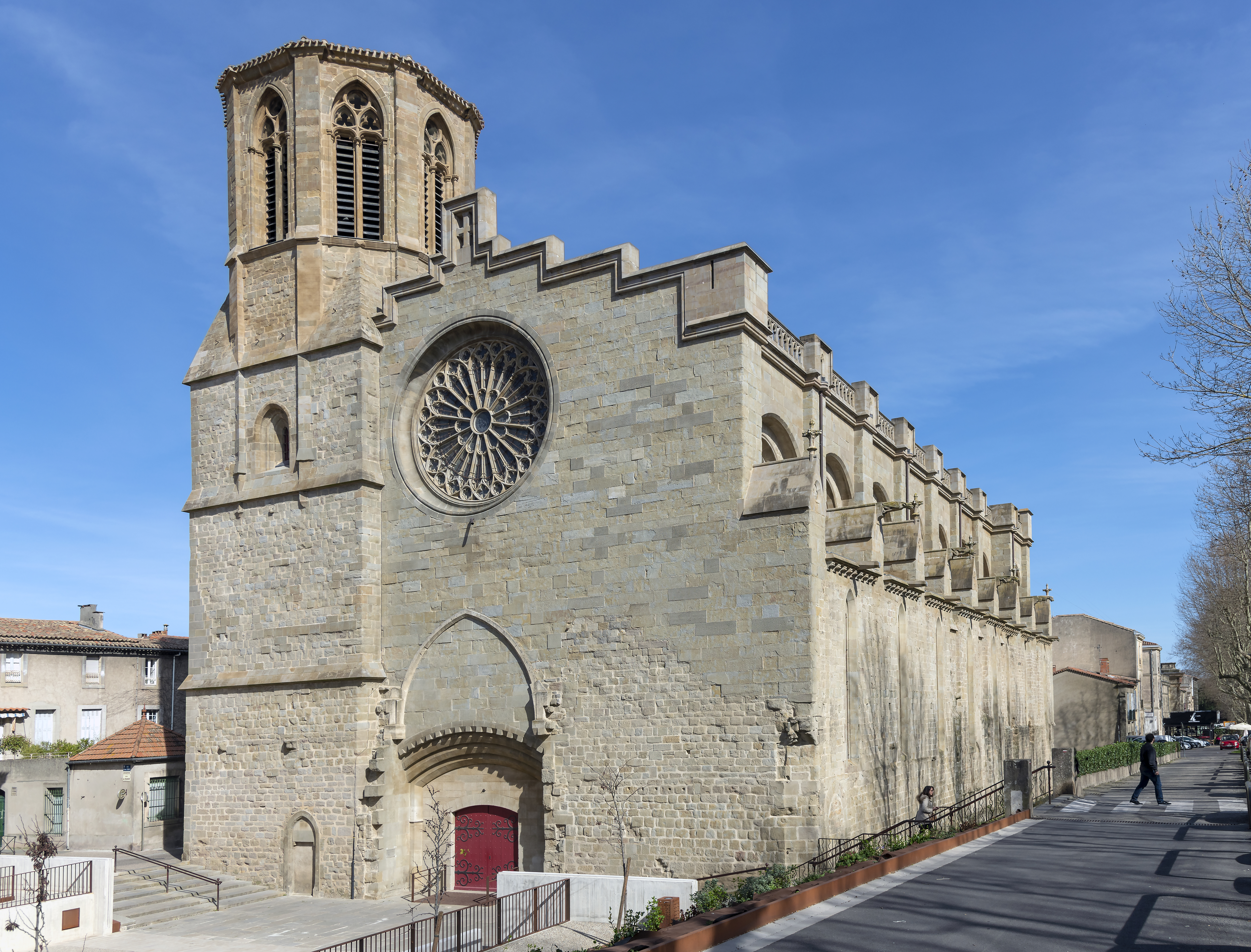
Kathedrale Saint-Michel in Carcassonne

Die Kathedrale Saint-Michel de Carcassonne ist die heutige Kathedrale der Stadt Carcassonne (Département Aude) in Südfrankreich. Sie hat allerdings nie dieselbe Bedeutung erlangt wie die ehemalige Kathedrale St-Nazaire et St-Celse in der Cité.

## Lage
Die Kathedrale steht in der Unterstadt von Carcassonne (ville-basse), zwischen Boulevard Barbès und Rue Voltaire.

## Baugeschichte

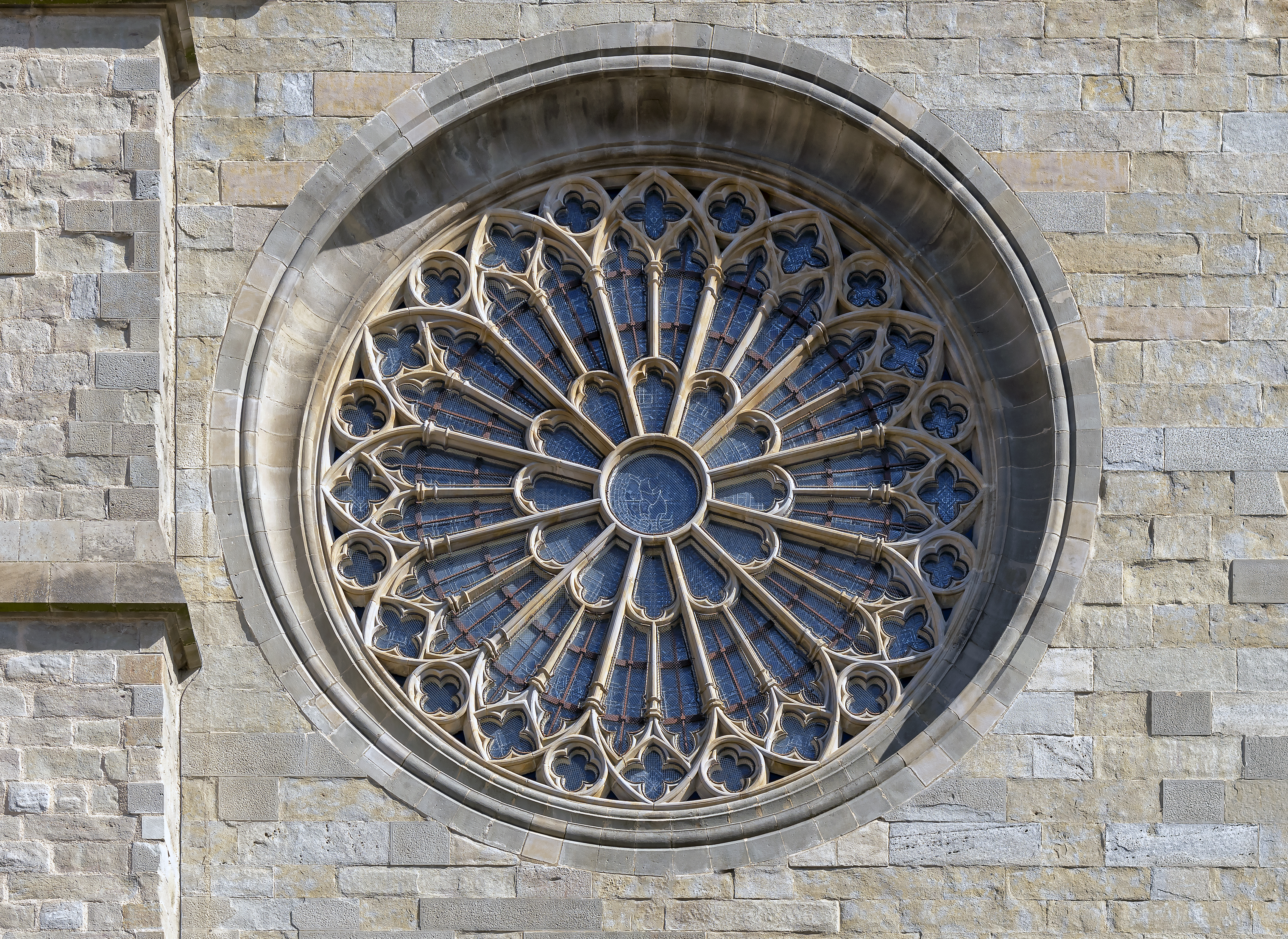
Rose der Fassade

Die Kirche wurde 1262 bis 1283 als einfache Stadtpfarrkirche im Stil der regionaltypischen gothique méridional errichtet. Nach Verwüstungen durch die Soldaten des „Schwarzen Prinzen“ (Edward of Woodstock) im Jahre 1355 wurden Reparaturen und geringfügige Veränderungen vorgenommen. Im Rahmen des Konkordats von 1801 wurde die Kirche zur Kathedrale des – seit dem 6. Jahrhundert bestehenden – Bistums Carcassonne erhoben. In der Mitte des 19. Jahrhunderts richtete ein Brand so verheerende Schäden an der Bausubstanz an, dass Viollet-le-Duc und seine Gehilfen beinahe 20 Jahre mit deren Beseitigung beschäftigt waren.

## Architektur
Die Westseite der heutigen Bischofskirche wird von einem tief liegenden Portal mit Tympanon und einer schönen gotischen Rosette beherrscht. Stadtseitig hat Saint Michel einen gedrungenen Turm, der vom Viereck in ein Achteck übergeführt wird. Als Besonderheit ist die Lage der Kirche zu sehen: Vom Boulevard aus sind einige Stufen hinunterzusteigen, da die Kathedrale einst in die Befestigungsanlagen der Unterstadt eingebunden war – Reste davon sind an der Südseite zu sehen.

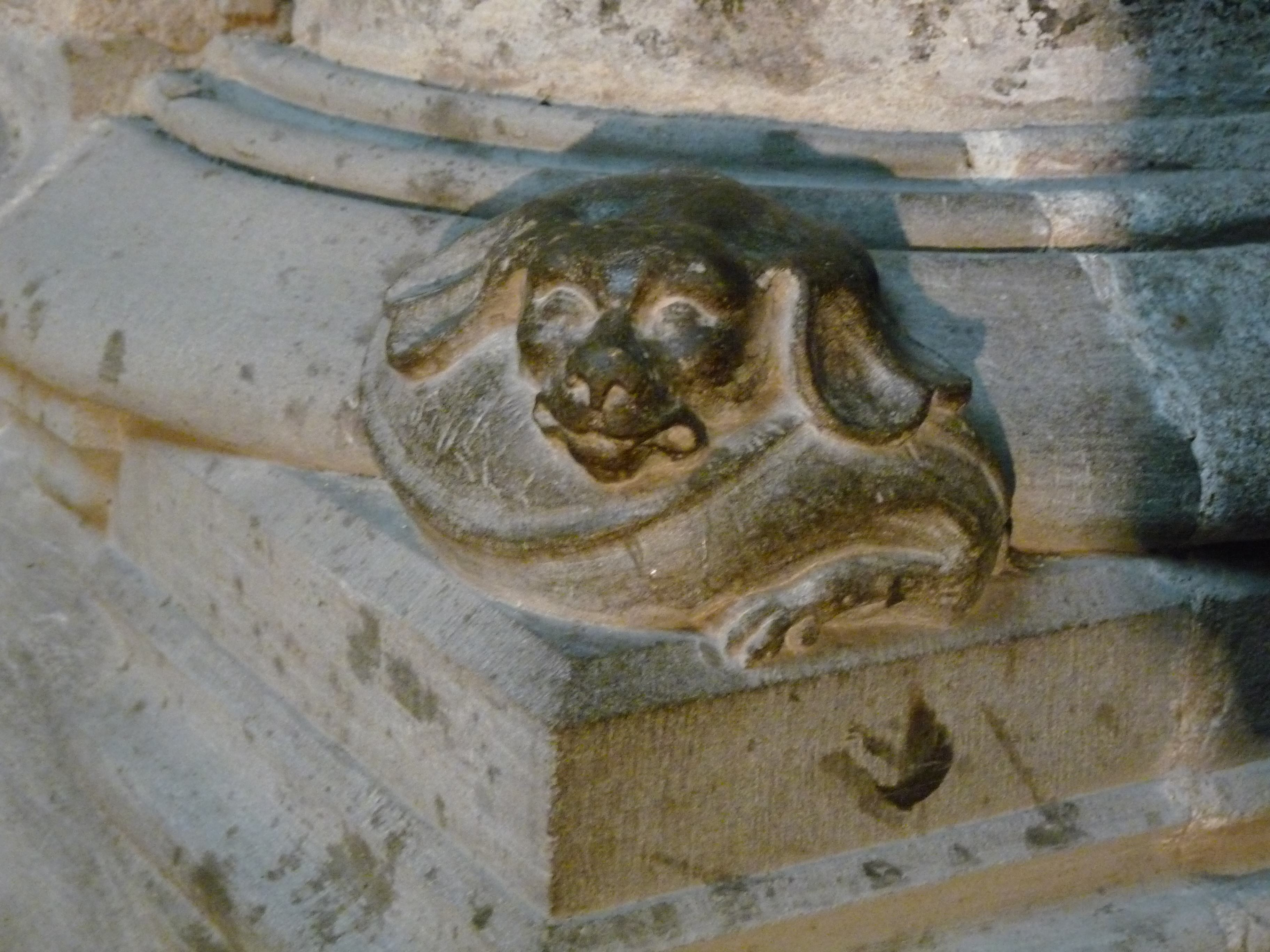
Säulenbasis mit Hund

Das Innere der Kathedrale präsentiert sich heute als breiter, jedoch relativ dunkler einschiffiger Baukörper, dessen Seitenwände sich – wie in vielen Kirchen des Midi üblich – zu Kapellen öffnen. Die Hochschiffwand ist merkwürdigerweise von Rundfenstern durchbrochen. Nach Osten hin abgeschlossen wird die Kathedrale von einer dreiteiligen Apsis mit schönen Glasfenstern.
Während die Kapitelle nur einfache abstrakt-vegetabilische Ornamente haben, sind einige Säulenbasen mit Blattzungen und Tierdarstellungen versehen.

## Ausstattung

### Altar
Wichtigster Teil der Kirchenausstattung ist der – in den Jahren 1736–1746 von Jean-Baptiste Peru II. aus Avignon geschaffene – Altaraufbau, bestehend aus zwei schönen Marmorengeln und einem Tabernakel mit den vier Wesen der Apokalypse (Tetramorph). Eine Balustrade ist aus dem rötlichen Marmor von Caunes-Minervois gefertigt.

### Orgel

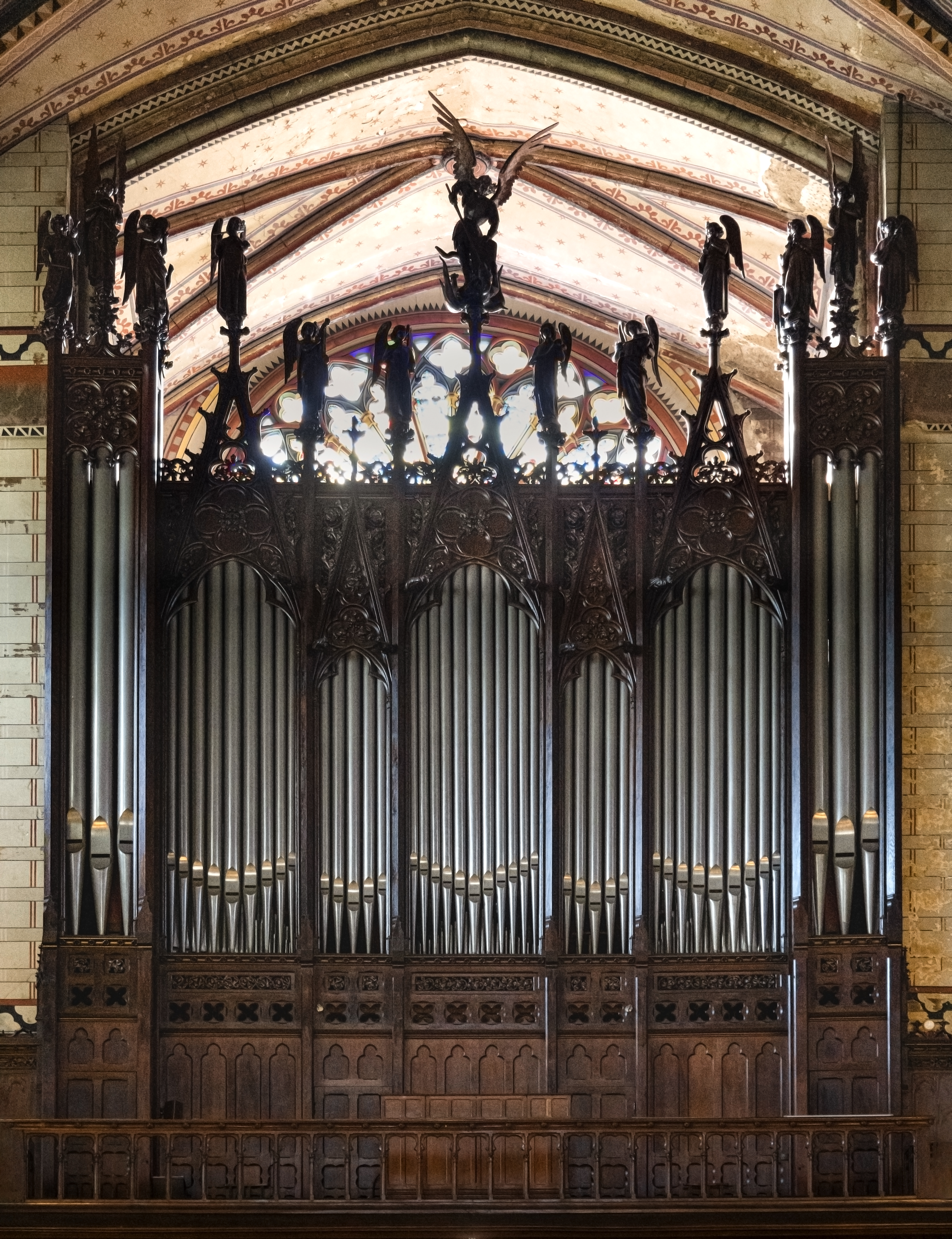
Die großen Orgeln.

Die heutige Orgel wurde 1860 von Aristide Cavaillé-Coll erbaut und auf der neu errichteten Empore in einem neugotischen Gehäuse aufgestellt. Dieses Instrument wurde mehrfach restauriert, zuletzt im Jahre 1998. Es hat 42 Register auf drei Manualen und Pedal. Die Spiel- und Registertrakturen sind mechanisch.
| I Positif de Dos C–g3 |            |     |
| 1.                    | Bourdon    | 16′ |
| 2.                    | Montre     | 8′  |
| 3.                    | Bourdon    | 8′  |
| 4.                    | Salicional | 8′  |
| 5.                    | Prestant   | 4′  |
| 6.                    | Flûte      | 4′  |
| 7.                    | Dulciane   | 4′  |
| 8.                    | Doublette  | 2′  |
| 9.                    | Flageolet  | 1′  |
| 10.                   | Trompette  | 8′  |
| 11.                   | Cromorne   | 8′  |
| 12.                   | Clairon    | 4′  |

| II Grand Orgue C–g3 |                  |       |
| 13.                 | Montre           | 16′   |
| 14.                 | Bourdon          | 16′   |
| 15.                 | Montre           | 8′    |
| 16.                 | Bourdon          | 8′    |
| 17.                 | Flûte harmonique | 8′    |
| 18.                 | Salicional       | 8′    |
| 19.                 | Prestant         | 4′    |
| 20.                 | Flûte            | 4′    |
| 21.                 | Quinte           | 2 ⁄3′ |
| 22.                 | Doublette        | 2′    |
| 23.                 | Plein Jeu III-VI |       |
| 24.                 | Cornet IV        |       |
| 25.                 | Bombarde         | 16′   |
| 26.                 | Trompette        | 8′    |
| 27.                 | Clairon          | 4′    |

| III Récit expressif C–g3 |                  |    |
| 28.                      | Flûte harmonique | 8′ |
| 29.                      | Gambe            | 8′ |
| 30.                      | Voix céleste     | 8′ |
| 31.                      | Viole d’amour    | 4′ |
| 32.                      | Octavin          | 2′ |
| 33.                      | Trompette        | 8′ |
| 34.                      | Basson-Hautbois  | 8′ |
| 35.                      | Voix humaine     | 8′ |
| 36.                      | Clairon          | 4′ |
|                          | Tremolo          |    |

| Pedale C–f1 |           |     |
| 37.         | Flûte     | 16′ |
| 38.         | Flûte     | 8′  |
| 39.         | Flûte     | 4′  |
| 40.         | Bombarde  | 16′ |
| 41.         | Trompette | 8′  |
| 42.         | Clairon   | 4′  |